# Наследниците (сериал)
„Наследниците“ (на корейски: 상속자들; на английски: The Heirs) е южнокорейски сериал, който се излъчва от 9 октомври до 12 декември 2013 г. по SBS. Сериалът е хитов в Южна Корея и добива огромна популярност в цяла Азия.

## Сюжет
Сериалът проследява живота на група богати, привилегировани гимназисти, които са на път да поемат бизнес империите на семействата си, преодолявайки трудностите и израствайки на всяка крачка. Ким Тан е богат наследник на голям корейски конгломерат, който е изпратен в САЩ от своя полубрат Ким Уон, който се опитва да поеме контрола върху семейния бизнес. Докато е в Щатите, той среща Ча Ън Санг, която е отишла там, за да търси сестра си. Въпреки че е сгоден за Ю Рейчъл, друга наследница, Ким Тан скоро се влюбва в Ън Санг. Когато Ким Тан се завръща в Корея, бившият му най-добър приятел и настоящ враг, Че Йонг До започва да се заяжда с Ън Санг, за да дразни Тан, но постепенно също се влюбва в нея. Ким Тан е принуден да избира между отговорността си към семейния бизнес и любовта.

## Актьори
- И Мин-хо – Ким Тан, наследник на Jeguk Group. Той е син на любовницата на баща си, но е вписан в семейния регистър като син на втората съпруга, за да бъде законно дете. Въпреки че на моменти е незрял, Ким Тан е сърдечен и честен човек.

- Пак Шин-хе – Ча Ън Санг. Земна и малко цинична, тя усърдно работи на непълен работен ден, за да издържа себе си и майка си, след като сестра ѝ заминава за САЩ. Живее в дома на Ким Тан, тъй като майка ѝ е икономка на семейството.

- Ким У-бин – Че Йонг До. Наследник на хотелска група, известен със своята коварност и непостоянно поведение. Въпреки че е най-добър приятел с Ким Тан, неразбирателство ги превръща във врагове. Йонг До започва да се заяжда с Ча Ън Санг, за да дразни Тан, но скоро разбира, че това не е единствената причина, поради която тя е винаги в ума му.

- Ким Джи Уон – Ю Рейчъл
- Канг Мин Хьок – Юн Чан Йонг
- Кристъл Чонг – И Бо На
- Канг Ха Нъл – И Хьо Шин
- Пак Хьонг Шик – Чо Мьонг Су
- Чон Су Джин – Канг Йе Сол
- Чо Юн У – Мун Джун Йонг